# BELIEVE (杉本竜一の曲)
『BELIEVE』（ビリーヴ）は、杉本竜一が作詞・作曲した楽曲。NHK番組『生きもの地球紀行』の3代目エンディングテーマとして、1998年に発表された。歌はエンジェルスハーモニー。学校の合唱、特に卒園式・卒業式の歌として歌われる。

## 概要
1998年8月12日発売のアルバム「BELIEVE〜NHK生きもの地球紀行 サウンドトラックIII」にオリジナルが収録されている。歌っているエンジェルスハーモニーは番組スタッフを中心とする3歳から80歳までの百数十名。ソロを歌っているのは星朋樹。
多くの作曲家や編曲家が合唱形式にアレンジしている。
なお、奥田政夫・橋本祥路編曲は歌詞がパート別に分かれるところはないが、富澤裕編曲（特に大きな違いは、転調前のサビはソプラノではなくアルトが主旋律）では分かれる。また、富澤裕編曲版のみ転調後の歌詞が異なり、橋本祥路・奥田政夫編曲のものより小節数が多くなっている。
2000年以後、音楽の教科書に何度か掲載されている。
2001年7月25日にはひまわりキッズがカバーしたものが、シングル「明日があるさ」のカップリング曲として発売された。
2006年2月15日、井上あずみがカバーし、ロックチッパーレコードからシングルCDとして発売された。 
かつてジャニーズ事務所（現・STARTO ENTERTAINMENT）に所属していたアイドルグループ、V6がカバーしたものが『学校へ行こう!MAX』のエンディングテーマとして使用され、2008年9月17日発売のシングル『LIGHT IN YOUR HEART/Swing!』の通常盤に収録された。
May J.のカバー版は2014年3月5日付の「週間 USEN HIT J-POPランキング」で1位を獲得している。
2017年1月14日から1月15日に味の素のクノールカップスープのプロモーションの一環としてセンター試験を控える受験生への応援テレビCM「スープは応援歌篇」としてフジテレビ系列で1月14日9時より放送された。

## テレビドラマ、テレビアニメ等での使用
- テレビドラマ『Dr.コトー診療所・2004』後編で、剛洋（富岡涼）の送別会のシーンで子供たちが歌っていた。
- テレビドラマ『斉藤さん』第1シリーズ最終回の卒園式のシーンで園児たちが歌っていた。
- テレビドラマ『Woman』で栞（二階堂ふみ）が常に音楽プレイヤーでこの曲を聴いていた。
- テレビドラマ『Oh,My Dad!!』で、幼稚園での光太（田中奏生）の送別会のシーンで園児たちが歌っていた。
- テレビアニメ『SSSS.GRIDMAN』では第1回冒頭や第4回でヒロインの宝多六花（宮本侑芽）が、第9回で新条アカネ（上田麗奈）が口ずさむシーンがある。第11回では挿入歌として使用され、最終回ではインストゥルメンタル版がエンディングテーマとして使用された。
- テレビアニメ『私の百合はお仕事です!』第4話の合唱コンクール練習のシーンでクラスメートたちが歌っていた。
- テレビアニメ『ちいかわ』の第119話でハチワレ（田中誠人）が歌っていた。バックコーラスは杉並児童合唱団が担当。

## その他での使用
- 西宮浜小学校・西宮浜中学校で毎年11月に行われている「マリナコンサートプラス」、「マリナコンサートフェア」のエンディングテーマとして使用された。使用期間は1999年～2019年。
- 西宮浜義務教育学校で毎年11月に行われている「マリナオータムフェア」のエンディングテーマとして使用されていた。使用期間は2020年～現在。

## 井上あずみ版シングル
井上あずみによるカバーシングルは、2006年2月15日に発売された。

### 収録曲
1. ビリーヴ（3分37秒）
作詞・作曲：杉本竜一／編曲：古寺ななえ
2. message（4分31秒）
作詞・作曲：千宝美／編曲：古寺ななえ
3. ビリーヴ〜Piano Version（3分47秒）
作詞・作曲：杉本竜一／編曲：古寺ななえ
4. ビリーヴ（instrumental）
5. ビリーヴ〜Piano Version（instrumental）